# Ulf Johansson (journalist)
Ulf Johansson, född 19 juli 1958 i Uddevalla, är en svensk journalist och debattör.

## Biografi
Johansson började som reporter på Bohusläningen 1982 efter att bland annat ha arbetat som plåtslagare på Uddevallavarvet. I maj 1990 blev han nyhetschef på tidningen, och sedan början av 1995 var han redaktionschef och ansvarig utgivare. I augusti samma år blev han chefredaktör där han efterträdde Sven-Eric Lindberg, och hade denna tjänst fram till 1997. Johansson är redaktör för boken Plåt, svets och båtar. 40 år med Uddevallavarvets verkstadsklubb (1989), som är utgiven av Industrifacket Metall.
Mellan 1997 och 2004 var han tidningschef, chefredaktör och ansvarig utgivare för Smålandsposten mellan 1997 och 2004. 
Mellan 2005 och 2011 var chefredaktör och ansvarig utgivare på Nerikes Allehanda, då han efterträdde Krister Linnér. Han uppmärksammades i riksmedierna i samband med en publicering av en Muhammedbild (rondellhund) av Lars Vilks, där han och Vilks mordhotades av den jihadistiska terrororganisationen Islamiska staten.
I september 2011 tillträdde Johansson som programchef på SVT Nyheters riksredaktion och ansvarig utgivare för bland annat Rapport, Aktuellt och Gomorron Sverige. Från den 1 september 2017 var han projektledare för SVT Opinion och Opinion live. I mars 2018 tillträdde Johansson som projektledare och ansvarig utgivare för Uppdrag granskning, en tjänst han hade fram till sin pensionering 2020.